# 피지카 스크립타
피지타 스크립타(Physica Scripta)는 실험 및 이론 물리학 분야의 국제 과학 저널이다. Arkiv för Fysik 의 후계자로 1970년에 설립되었으며 스웨덴 왕립 과학 아카데미 (KVA)에서 출판했다. 2006년부터 KVA의 승인을 받아 IOP Publishing에서 출판되었다. 이 저널에서는 원자, 분자 및 광학 물리학, 플라즈마 물리학, 응집 물질 물리학 및 수리 물리학에 중점을 둔 실험 및 이론 물리학을 모두 다루고 있다.

## 초록 생성, 색인 작업 및 임팩트 팩터
저널 사이테이션 리포트(Journal Citation Reports) 에 따르면 저널의 2021년 임팩트 팩터는 3.081이다.
이 저널의 색인은 다음의 서지 데이터베이스에서 생성되고 있다.
- Chemical Abstracts
- Compendex
- GeoRef
- Inspec
- Scopus
- Zentralblatt MATH